# Piplokor
Piplokor (Pleurospermum) är ett släkte av flockblommiga växter. Piplokor ingår i familjen flockblommiga växter.
Piplokorna är fleråriga höga örter, huvudsakligen hemmahörande i Asiens centrala bergstrakter, främst Himalaja. Ett par arter förekommer i Europa.

## Bildgalleri

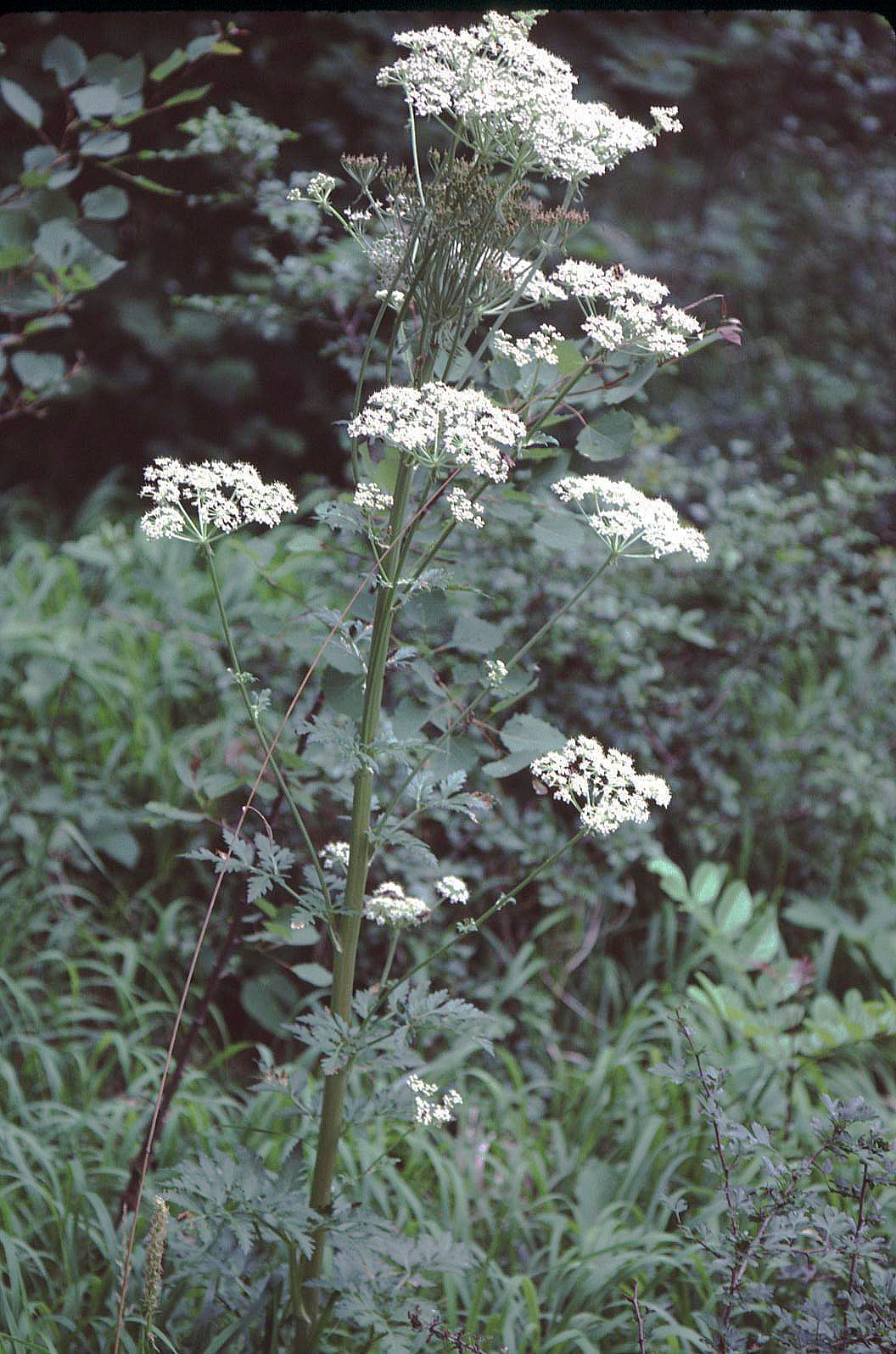

## Dottertaxa till Piplokor, i alfabetisk ordning[1]
- Pleurospermum albimarginatum
- Pleurospermum album
- Pleurospermum alpinum
- Pleurospermum amabile
- Pleurospermum angelicoides
- Pleurospermum apiolens
- Pleurospermum aromaticum
- Pleurospermum astrantioideum
- Pleurospermum atropurpureum
- Pleurospermum austriacum
- Pleurospermum benthamii
- Pleurospermum bicolor
- Pleurospermum brunonis
- Pleurospermum candollei
- Pleurospermum cicutarium
- Pleurospermum corydalifolium
- Pleurospermum cristatum
- Pleurospermum decurrens
- Pleurospermum densiflorum
- Pleurospermum dentatum
- Pleurospermum erosum
- Pleurospermum foetens
- Pleurospermum franchetianum
- Pleurospermum giraldii
- Pleurospermum gmelini
- Pleurospermum grandifolium
- Pleurospermum handelii
- Pleurospermum hedinii
- Pleurospermum heracleifolium
- Pleurospermum heterosciadium
- Pleurospermum hookeri
- Pleurospermum isetense
- Pleurospermum kamtschaticum
- Pleurospermum lacicum
- Pleurospermum lindleyanum
- Pleurospermum linearilobum
- Pleurospermum longicarpum
- Pleurospermum macrochlaenum
- Pleurospermum microphyllum
- Pleurospermum microsciadium
- Pleurospermum nanum
- Pleurospermum nubigenum
- Pleurospermum pilosum
- Pleurospermum prattii
- Pleurospermum pulszkyi
- Pleurospermum rivulorum
- Pleurospermum rotundatum
- Pleurospermum rupestre
- Pleurospermum simplex
- Pleurospermum souliei
- Pleurospermum stellatum
- Pleurospermum stylosum
- Pleurospermum szechenyii
- Pleurospermum toluccense
- Pleurospermum tsekuense
- Pleurospermum uralense
- Pleurospermum veitchianum
- Pleurospermum wilsonii
- Pleurospermum wrightianum
- Pleurospermum yulungense
- Pleurospermum yunnanense